# Assedio di Iotapata
L'assedio di Iotapata costituì il più importante evento della fase iniziale delle campagne militari di Vespasiano nella prima guerra giudaica, contro i Giudei che si erano ribellati al potere romano nella provincia della Giudea: i Romani assediarono e conquistarono la roccaforte giudea di Iotapata.

## Contesto storico
Nel 66, Nerone, venuto a conoscenza della sconfitta subita in Giudea dal suo legatus Augusti pro praetore di Siria, Gaio Cestio Gallo, colto da grande angoscia e timore, trovò che il solo Vespasiano (il futuro imperatore romano) sarebbe stato all'altezza del compito, e quindi capace di condurre una guerra tanto importante in modo vittorioso.
E così Vespasiano fu incaricato della conduzione della guerra in Giudea, che minacciava di espandersi a tutto l'Oriente. Vespasiano, che si trovava in Grecia, al seguito di Nerone, inviò il figlio Tito ad Alessandria d'Egitto, per rilevare la legio XV Apollinaris, mentre egli stesso attraversava l'Ellesponto, raggiungendo la Siria via terra, dove concentrò le forze romane e numerosi contingenti ausiliari di re clienti.
Qui Vespasiano rafforzava l'esercito siriaco (legio X Fretensis), aggiungendo due legioni (la legio V Macedonica e la legio XV Apollinaris, giunta dall'Egitto), otto ali di cavalleria e dieci coorti ausiliarie, mentre attendeva l'arrivo del figlio Tito, nominato suo vice (legatus).
Con l'inizio del nuovo anno (67), Vespasiano si decise ad invadere la Galilea personalmente, facendo uscire le sue truppe in bell'ordine da Tolemaide. Giunto ai confini della Galilea si accampò, tenendo a freno i suoi soldati, desiderosi di combattere, ma mettendo in bella mostra le sue forze per spaventare i nemici, con la speranza che volessero cambiare idea, rinunciando alla guerra. Giuseppe che era accampato non molto distante da Seffori (a Garis), vedendo che il terrore che incutevano i Romani nei suoi avevano generato molte defezioni, con i pochi rimasti si rifugiò a Tiberiade.
La campagna militare dei Romani continuò. Vespasiano conquistò al primo assalto la città di Gabara, che era rimasta priva di uomini validi per la sua difesa. Nel frattempo Giuseppe, giunto a Tiberiade, decise di scrivere ai governanti in Gerusalemme, cercando di esporre la situazione nel modo più oggettivo possibile. Nel caso avessero deciso di venire a patti con i Romani, lo informassero il più rapidamente possibile; nel caso avessero deciso di continuare la guerra, gli inviassero adeguati rinforzi per poter fermare l'avanzata romana.

## Forze in campo

### Romani
All'inizio della campagna militare (nel 67), Vespasiano poteva contare già su un esercito imponente:
- 3 intere legioni di 6 000 armati ciascuna (la legio V Macedonica, la X Fretensis e la XV Apollinaris), per un totale di 15 000 armati;[13]
- 23 coorti, di cui 10 erano milliarie, le restanti quingenarie equitatae (600 fanti + 120 cavalieri), per un totale di quasi 20 000 armati;[13][14]
- 6 alae di cavalleria, pari a 6 000 armati circa;[13]
- un cospicuo numero di truppe alleate (15 000 armati), raccolte tra i re "clienti", Antioco IV di Commagene, Erode Agrippa II e Gaio Giulio Soaemo, che fornirono 2 000 fanti e 1 000 cavalieri ciascuno,[13] mentre l'arabo Malco II dei Nabatei inviò 1 000 cavalieri e 5 000 fanti.[13]

Il totale era quindi di ben 60 000 armati schierati da Vespasiano.

## Assedio

### Primi assalti

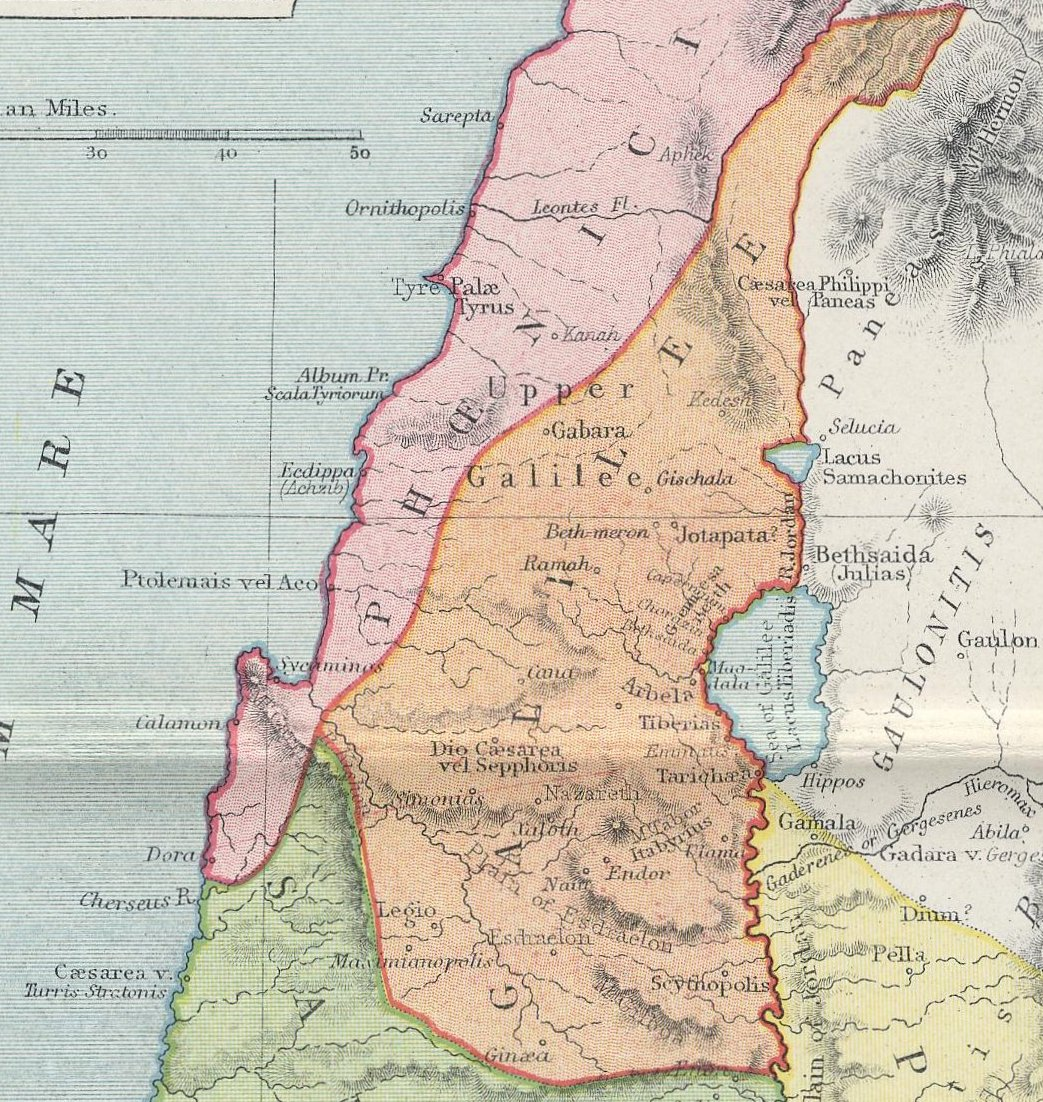
L'antica Galilea nel I secolo.

E mentre Giuseppe era in attesa di ricevere risposta dai governanti giudei, Vespasiano proseguì la sua avanzata in direzione di Iotapata, città ben fortificata e rifornita di viveri.
(Giuseppe Flavio, Guerra giudaica, III, 7.3.)
Un disertore si recò da Vespasiano per sollecitarlo ad avanzare contro la città, sostenendo che la presa della stessa e la cattura di Giuseppe avrebbero portato tutta la Giudea sotto il dominio romano. Il comandante romano, allora, inviò Placido con mille cavalieri, oltre al decurione Ebuzio, uomo di grande valore, con l'incarico di sorvegliare la città lungo tutto il tracciato delle sue mura ed impedire che Giuseppe potesse fuggire di nascosto.
Il giorno successivo Vespasiano diede ordine a tutta l'armata di mettersi in marcia per Iotapata, che raggiunse la sera stessa. Pose, quindi, l'accampamento su una collina che si trovava a nord della città e che ne distava sette stadi (pari a circa 1 300 metri). I Giudei furono presi da un tale terrore, che nessuno osò uscire fuori dalle mura. Vespasiano, però, considerato che il suo esercito aveva marciato per l'intera giornata, preferì non effettuare un attacco immediato, ma dispose di stringere sotto assedio la città con una doppia linea di fanteria ed una terza linea di cavalleria all'esterno, bloccando agli assediati tutte le vie d'uscita.
(Giuseppe Flavio, La guerra giudaica, III, 7.7.158-160)

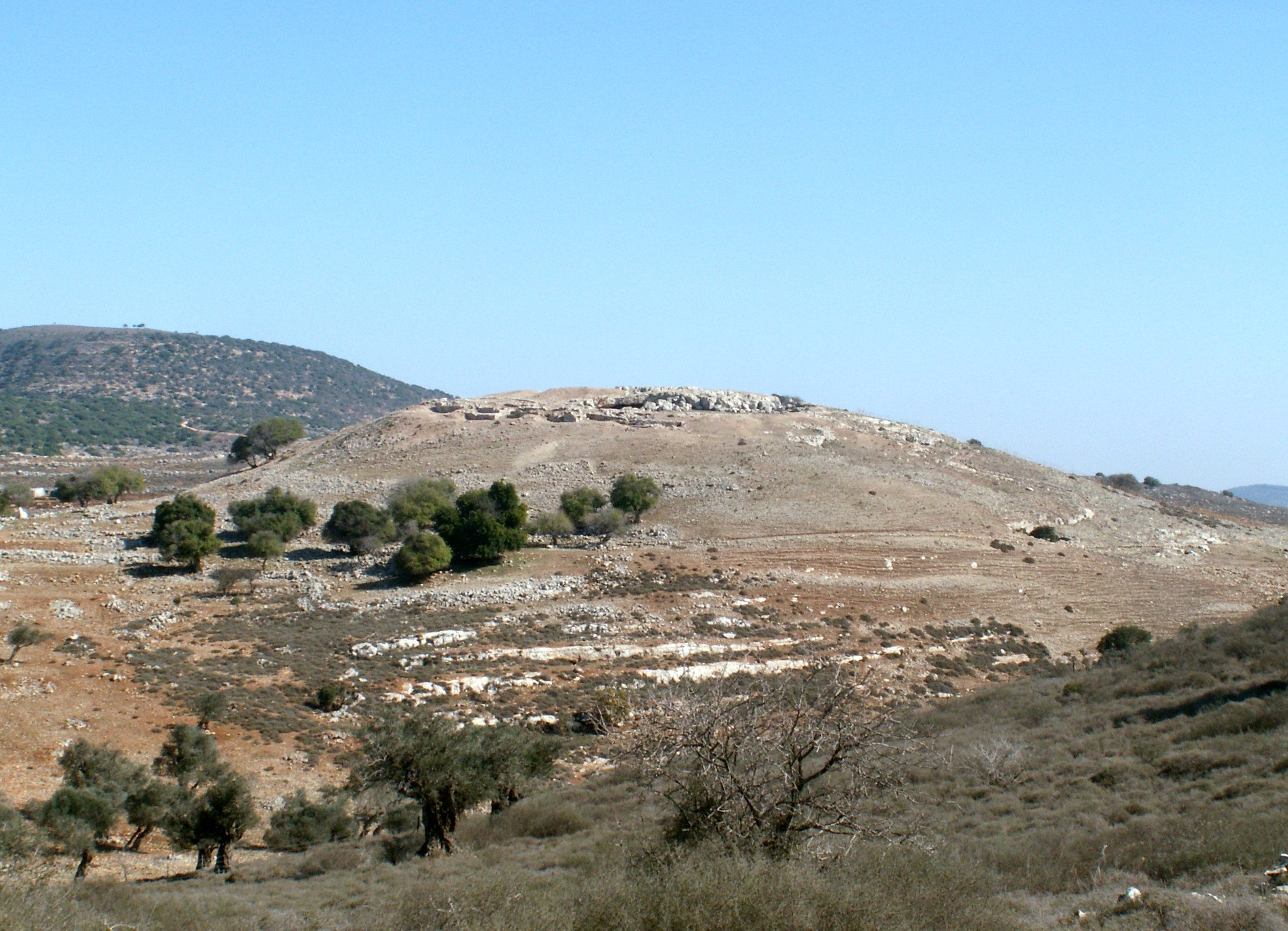
Ciò che rimane della rocca fortificata di Iotapata.

Il giorno seguente i Romani attaccarono la città. Inizialmente i Giudei, che s'erano accampati davanti alle mura, non indietreggiarono, ma quando Vespasiano ordinò ai suoi arcieri, frombolieri e tutti coloro che erano in grado di lanciare, di abbatterli mentre lo stesso comandante romano avanzava con la fanteria legionaria dove le mura apparivano più facilmente prendibili, Giuseppe fece una sortita seguito da una grande moltitudine di Giudei. Giunti improvvisamente sui Romani, li respinsero lontani dalle mura con molti atti di eroismo. Ma i Romani menavano fendenti al pari dei Giudei. I primi erano mossi dalla vergogna di una sconfitta, i secondi per la disperazione di essere massacrati. Dopo aver combattuto l'intera giornata, a sera, tra i Romani risultarono tredici morti e moltissimi i feriti, tra i Giudei diciassette caddero e seicento vennero feriti.
Trascorsa la notte, i Romani tornarono di nuovo all'assalto ed ancora una volta i Giudei uscirono dalle mura per dare battaglia opponendo una rinnovata e fiera resistenza, divenuti più audaci dall'insperato successo del giorno precedente. Gli assalti romani si susseguirono fino al quinto giorno, con scontri sotto le mura sempre più violenti, poiché né i Giudei cedevano di fronte alla schiacciante superiorità bellica del nemico, né i Romani per le difficoltà riscontrate nell'espugnare la città.

### Costruzione di un terrapieno da parte dei Romani

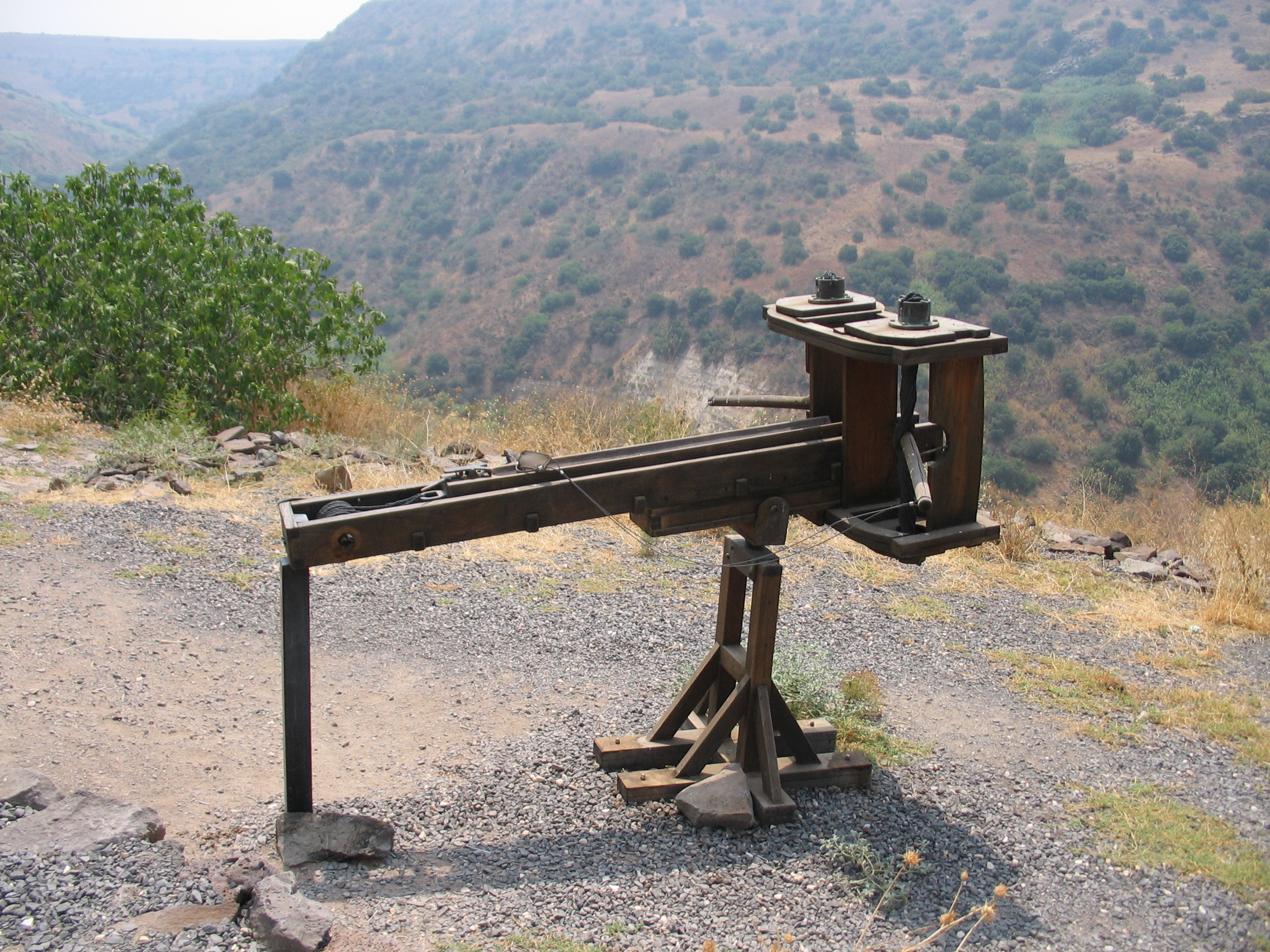
Replica moderna di una balista (ora a Gamala), utilizzata dai Romani contro le difese dei Giudei.

Vespasiano, avendo riscontrato una non comune resistenza da parte dei Giudei, decise di intensificare le operazioni d'assedio, convocando lo stato maggiore del suo esercito per discutere il piano d'attacco risolutivo. Fu stabilito d'innalzare un terrapieno dalla parte in cui le mura risultavano accessibili, considerando che lungo gli altri lati della fortezza vi erano profondi dirupi. L'esercito venne, quindi, inviato a procurarsi il materiale necessario:
- abbattendo gli alberi sulle vicine colline e raccogliendo una grande quantità di pietre;[18]
- costruendo tutta una serie di protezioni (come plutei, "muscoli" o vinea) per difendere coloro che dovevano innalzare la rampa d'assedio dal lancio di proiettili, scagliati dall'alto delle mura;[18]
- scavando, altri ancora, tra le vicine alture e rifornendo continuamente di terra gli addetti alla rampa, «essendo ognuno impegnato in uno di questi tre compiti, non c'era nessuno che rimanesse senza far nulla».[18]

Frattanto i Giudei dall'alto delle mura scagliavano grosse pietre ed ogni sorta di proiettili sui Romani, generando sconforto per il frastuono e l'ostacolo continuo che provocavano tra questi ultimi che, senza sosta continuavano a lavorare al terrapieno.
Vespasiano, dopo aver disposto ben 160 macchine da lancio (tormenta), diede ordine di iniziare a tirare contro i difensori che erano appostati sulle mura. Le catapulte cominciarono a lanciare i loro dardi; le baliste, pietre del peso di un talento, oltre ad una serie di proiettili incendiari e di ogni altro tipo; contemporaneamente, insieme alle macchine, tiravano gli arcieri arabi, tutti gli altri reparti di sagittarii ed i frombolieri. Sebbene il continuo lancio di proiettili romani portasse distruzione non solo sulle mura, ma anche nella zona retrostante, i Giudei continuarono a difendersi, facendo anche rapide sortite, nelle quali strappavano i ripari a protezione dei Romani che lavoravano al terrapieno, per poi colpirli, oltre ad incendiare le impalcature. Queste azioni continuarono, fino a quando Vespasiano comprese che l'insuccesso era dovuto al fatto che i reparti romani erano troppo distanti gli uni dagli altri, offrendo al nemico giudeo intervalli adatti ad incunearsi e mettere a segno i loro attacchi. Fu così che il comandante romano dispose di riunire i diversi ripari, facendone uno solo, oltre a dare maggiore continuità ed uniformità di manovra fra i reparti in azione, precludendo ai Giudei la possibilità di dividerli.

### Giuseppe dispone di aumentare l'altezza delle mura cittadine
Intanto il terrapieno continuava a crescere, fino a raggiungere ormai la merlatura delle mura. Allora Giuseppe, una volta raccolti i suoi, ordinò loro di accrescere, a sua volta, in altezza le mura stesse. E poiché i Giudei si lamentavano di non poter lavorare sotto il lancio continuo dei dardi dei Romani, Giuseppe dispose di piantare una fila di pali in cima alle mura e di appendervi pelli di buoi appena scuoiati, in modo che frenassero nelle loro pieghe i colpi delle pietre scagliate dai Romani, oltre a smorzare anche il fuoco con la loro umidità. E così i Giudei, grazie a questo accorgimento, lavorando giorno e notte, poterono innalzare il muro fino ad un'altezza di circa venti cubiti (quasi 9 metri), oltre a numerose torri ed una forte merlatura. Quando i Romani se ne accorsero, furono colti da grande scoramento, visto che già si vedevano penetrati nella città. Gli Iotapateni, al contrario, ripreso coraggio dopo il lavoro di fortificazione del muro, tornarono a compiere nuove sortite contro i Romani, ricorrendo a tutte le possibili tattiche della guerriglia, depredando ed appiccando il fuoco a tutto ciò che trovavano sul loro cammino. La reazione di Vespasiano, non si fece attendere. Il comandante romano, infatti, sospese ogni azione d'attacco, con la speranza di prendere la città per fame, mettendo, quindi, sotto stretta sorveglianza tutte le uscite della città.
Giuseppe Flavio riferisce che gli Iotapateni potevano disporre di abbondanti riserve di grano e di altri alimenti, ma scarseggiavano d'acqua, poiché nella città non c'era alcuna sorgente e si poteva solo far ricorso ad acqua piovana, peraltro molto rara, in quel luogo, durante l'estate. Per questo motivo, Giuseppe dispose di razionarla, ma questo generò del malcontento tra gli assediati. Una tale situazione non sfuggiva alla vista dei Romani, i quali dalle alture circostanti vedevano i Giudei raccogliersi in un unico luogo per ricevere la razione dell'acqua, riuscendo anche ad ucciderne molti, grazie al lancio delle loro catapulte. Vespasiano sperava che, una volta esauritesi le cisterne, la città gli si sarebbe consegnata, ma Giuseppe gli tolse ogni speranza. Quest'ultimo ordinò ai suoi uomini di inzuppare le loro vesti e appenderle lungo la merlatura, bagnando le mura stesse, in modo da scoraggiare i Romani, che già pregustavano una loro resa a breve. Vespasiano, allora, non credendo più che la fine dell'assedio fosse così vicina, decise di riprendere gli attacchi alla città accontentando i Giudei, i quali, disperando ormai di potersi salvare, preferivano morire combattendo piuttosto che di fame e sete. Giuseppe, poco dopo, riuscì anche a procacciarsi viveri in abbondanza attraverso una gola impraticabile, poco sorvegliata dai Romani, che sboccava nella parte occidentale del burrone circostante la città, grazie all'invio di alcuni suoi uomini. Una volta però scoperto l'artifizio dai Romani, il passaggio venne bloccato. Avendo compreso Giuseppe che la città non avrebbe potuto resistere a lungo e che la sua vita sarebbe stata in pericolo se fosse rimasto, si consigliò con i maggiorenti per tentare una fuga, ma i popolani, avendo capito la sua intenzione, lo implorarono di non abbandonarli, poiché solo in lui vedevano una possibile, anche se misera, speranza di salvezza. Non avendo altra scelta se non quella di rimanere e combattere, spronò i suoi ad un nuovo assalto contro i Romani.
(Giuseppe Flavio, La guerra giudaica, III, 7.17.)
Impugnate le armi, uscì alla testa dei più valorosi. Mise in fuga gli avamposti romani, aprendosi la strada di corsa fino al campo romano, poi giunto in prossimità del terrapieno appiccò il fuoco alle impalcature. La stessa cosa fece il giorno dopo e per molti giorni e notti seguenti, mai stanco di combattere.
I Romani soffrivano queste sortite dei Giudei poiché, se da una parte si vergognavano nel ritirarsi davanti agli assalti nemici, dall'altra risultavano troppo lenti quando li inseguivano a causa del peso delle loro armi, mentre i Giudei, dopo aver causato qualche danno, riuscivano sempre a rifugiarsi in città senza subire perdite. Allora Vespasiano ordinò ai legionari di sottrarsi agli attacchi nemici e di non impegnarsi con uomini disperati e votati alla morte. Così Vespasiano preferì, in questa delicata fase dell'assedio, utilizzare contro i Giudei le macchine da lancio, oltre a reparti di arcieri arabi, insieme a frombolieri e tiratori siriaci. La soluzione adottata dai Romani sembrò essere efficace in un primo tempo, tanto che, abbattuti da questi proiettili, i Giudei furono costretti a ritirarsi, ma quando i Romani cominciarono ad allungare tiro, essi tornarono ad avvicinarsi minacciosi, costringendo i Romani a combattere senza sosta.

### Assalto romano con l'ariete
Vespasiano, ritenendo ormai che il protrarsi dell'assedio e le continue perdite causate dalle precedenti sortite giudee stessero causando danni crescenti alle sue truppe, considerando che il terrapieno era cresciuto al punto di raggiungere nuovamente le mura nemiche, dispose di far entrare in azione l'ariete. E così, diede inizio ad un nuovo assalto sotto la copertura del lancio continuo di catapulte, arcieri e frombolieri, tanto che sotto questa gragnola di colpi, nessuno tentò di affacciarsi dalle mura, mentre i Romani poterono accostare l'ariete, che era riparato da graticci ricoperti da pelli per difendere sia la macchina, sia i soldati romani. Al primo colpo le mura tremarono, tanto che i Giudei, all'interno, lanciarono alte grida come se fosse ormai giunta la loro fine.

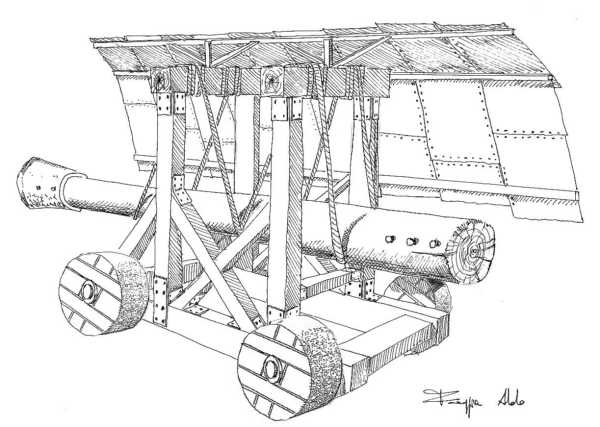
Ricostruzione di ariete corazzato

Poiché l'ariete colpiva sempre la stessa parte delle mura, Giuseppe, intuendo che presto i Romani ne avrebbero provocato il crollo, escogitò un espediente che potesse ridurne l'efficacia. Ordinò ai suoi di riempire dei sacchi di crusca e di calarli con delle funi proprio nel punto esatto in cui l'ariete continuava a battere, in modo da sviarne i colpi o attutirne comunque la potenza. Ciò generò un rallentamento nell'azione dei Romani, i quali, ovunque dirigessero la testa dell'ariete, trovavano i Giudei pronti, dall'alto delle mura, a calare i sacchi per assorbirne i colpi indirizzati contro le mura. Ciò durò fino a quando i Romani non pensarono di servirsi di lunghe aste che tranciassero le funi calate dai Giudei. Quando Giuseppe vide che l'elepoli era tornata a provocare danni alle mura in piena efficienza, decise di ricorrere al fuoco. Raccolta così una grande quantità di legna secca, dispose una nuova sortita da tre punti diversi. Le fiamme si levarono alte sulla macchina da guerra romana, sui graticci e lungo il terrapieno, anche perché gli assediati utilizzarono bitume, pece e zolfo per meglio appiccare le fiamme, che si propagarono più rapide del previsto, tanto che in una sola ora riuscirono a distruggere l'opera che ai Romani era costata non poche fatiche. Giuseppe Flavio racconta allora di episodi eroici tra i Giudei:
(Giuseppe Flavio, La guerra giudaica, III, 7.21.229-233)
Seguì un nuovo attacco generale dei Giudei, i quali, brandendo tizzoni infuocati, appiccarono nuovamente il fuoco alle macchine d'assedio romane, alle impalcature e ai bagagli della legione V e della X, che si stava ritirando, generando disordine tra gli assedianti. I Romani però, rimesso a posto l'ariete, lo indirizzarono verso il punto dove il muro si era, in precedenza, già sbriciolato sotto i loro colpi. Fu verso sera che uno dei difensori giudei riuscì a colpire dall'alto delle mura Vespasiano, raggiungendolo con una freccia alla pianta del piede. La ferita era però leggera, ma generò grande emozione fra i Romani, tanto che quando la notizia si diffuse tra le legioni, molti abbandonarono l'assedio in preda allo sconforto, accorrendo dal loro comandante. Primo fra tutti fu il figlio Tito, ma Vespasiano, vinto il dolore, si mostrò in pubblico e rassicurò tutti sul suo stato di salute, destando immenso entusiasmo tra le truppe, tanto che i Romani, incitandosi l'un l'altro con alte grida, si scagliarono contro le mura avversarie in un nuovo assalto.
I Giudei, sebbene cadessero numerosi colpiti dalle catapulte e dalle baliste, continuavano a difendere le mura senza accennare a ritirarsi, lanciando sui Romani tizzoni infuocati, pietre e ogni altro genere di dardo. La battaglia continuò anche di notte. La violenza delle baliste e delle catapulte non solo uccideva molti uomini con uno stesso colpo, ma anche sfondava i parapetti e scheggiava gli spigoli delle torri. Flavio Giuseppe, nel raccontare quale potenza generavano tali macchine da guerra romane, descrive alcuni episodi terrificanti:
(Giuseppe Flavio, La guerra giudaica, III, 7.22.245-249)
Giunto il mattino, all'ora del cambio della guardia, dopo che moltissimi erano stati i morti nella notte, come pure numerosi erano stati i feriti, la parte di mura che era stata ripetutamente battuta tutta la notte, cedette all'ariete romano. Ma i Giudei, che non erano dati per vinti, ostruirono la breccia con i loro corpi e con le armi, continuando a resistere prima che i Romani potessero sistemare dei ponti mobili per la scalata risolutiva.
Vespasiano, allora, dopo aver concesso all'esercito un breve riposo per le fatiche della notte, lo radunò per organizzare l'ultimo assalto alla città. Ordinò ai cavalieri più valorosi di smontare, disponendoli in tre gruppi di fronte alla parte delle mura che ormai erano franate. Erano ben armati e dotati di lance in resta. Avevano il compito di penetrare nella città una volta che i ponti fossero stati sistemati. Subito dietro di loro, la parte più valida della fanteria [legionaria], mentre il resto delle forze a cavallo lo dispose di fronte alle mura, lungo tutta la montagna, affinché nessuno potesse sfuggire all'occupazione romana. Subito dietro furono posti gli arcieri in semicerchio, pronti al tiro, insieme a frombolieri ed i ballistarii (serventi delle macchine d'artiglieria). Ad altri ancora, fu dato ordine di sollevare le scale e appoggiarle al tratto di mura ancora intatte, in modo da costringere i Giudei a combattere contemporaneamente su più fronti e ad abbandonare la difesa della breccia. Avendo però Giuseppe intuito il piano, dispose i più deboli ed i vecchi dove le mura arano ancora integre, perché da quella parte non avrebbero avuto problemi a respingere l'attacco, mentre dove le mura erano ormai crollate, collocò i soldati più validi. Quando la massa degli inermi che si trovava in città, tra donne e bambini, vide che la città era completamente circondata da una triplice fila di soldati con le armi in pugno e che i monti circostanti generavano un forte luccichio per le armi e le frecce che spuntavano al disopra degli arcieri arabi, proruppe nelle urla strazianti di chi ormai prevedeva la fine imminente. Allora Giuseppe, per evitare che i lamenti togliessero forza ai congiunti, fece rinchiudere le donne nelle loro case, ordinando loro di fare silenzio.

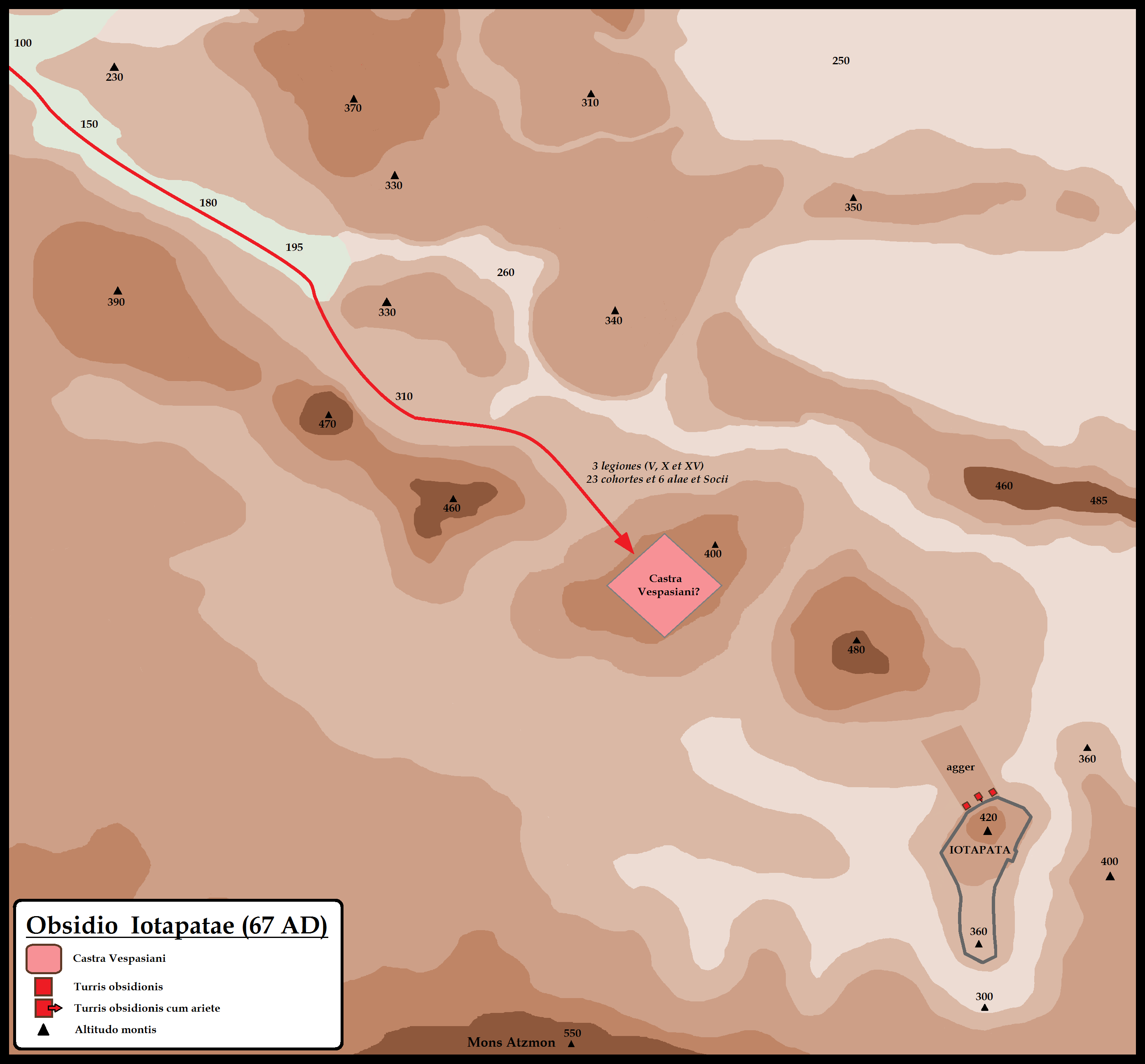
Mappa dell'assedio di Iotapata da parte dell'armata romana di Vespasiano, durato 47 giorni.

Tutti insieme i trombettieri di tutte le legioni lanciarono alti gli squilli, cui rispose il terrificante grido di guerra dell'esercito romano, e quando ad un preciso segnale vennero scagliati proiettili da ogni parte, la luce del sole ne fu oscurata. Memori dei suggerimenti di Giuseppe, i Giudei si tapparono le orecchie per non sentire il terribile grido di battaglia romano e si ripararono dietro gli scudi per non essere colpiti dai dardi. Quando poi vennero accostati i ponti, si lanciarono sugli stessi prima che i Romani potessero mettervi piede e, aggrediti con sommo ardore tutti coloro che vi salivano, si immolarono per la patria con grandi gesti di valore ed eroismo. E così combattevano fino a quando o cadevano morti o uccidevano i loro aggressori. Il fatto che i Giudei non avessero chi li potesse sostituire nelle prime file durante il combattimento, poiché non avevano sufficienti riserve di uomini nelle retrovie, mentre i Romani, al contrario, potevano sostituire i soldati stanchi con truppe fresche, incitandosi reciprocamente e serrando gli scudi in formazione compatta, costrinse i Giudei ad indietreggiare, essendo i nemici ormai prossimi a varcare le mura.
Ancora una volta Giuseppe, affidandosi all'ispirazione che deriva dalla necessità di dover aguzzare l'ingegno per la disperazione, ordinò di rovesciare olio bollente sopra gli scudi dei Romani. Poco dopo i suoi uomini ne versarono in grande quantità sul nemico, gettando giù anche i recipienti arroventati dal fuoco. Anche questa volta Giuseppe ottenne l'effetto desiderato: gli assedianti ruppero la formazione, rotolandosi giù dalle mura per le terribili ustioni, fra atroci sofferenze. L'olio, infatti, filtrava facilmente all'interno delle armature lungo tutto il corpo, bruciando la carne. Coperti da corazze ed elmi, contorcendosi per il dolore, i Romani si ritiravano disordinatamente, anche perché si scontravano con le schiere più arretrate che li premevano in avanti, offrendo un facile bersaglio ai Giudei che li colpivano alle spalle dall'alto delle mura.
Lo scontro si inasprì, poiché ai Romani non mancò il coraggio di contrattaccare, ma i Giudei, con una nuova astuzia, resero inutili i nuovi tentativi di scalata del nemico, cospargendo i ponti con fieno greco bollito, tanto che i Romani scivolavano e cadevano giù sul terrapieno o venivano calpestati dai commilitoni, venendo poi trafitti dai Giudei i quali, liberi dalla mischia del corpo a corpo, potevano colpirli prendendo bene la mira. Verso sera, i legionari che avevano sofferto notevoli perdite nell'ultimo attacco, fecero ritorno agli accampamenti, richiamati da Vespasiano. Molti morirono e in numero maggiore furono i feriti. Dei difensori di Iotapata caddero solo sei uomini, anche se più di trecento furono i feriti. Lo scontro avvenne il venti del mese di Desio (l'attuale mese di maggio).
Vespasiano si prodigò nel consolare i suoi soldati, ma quando vide che erano inferociti e chiedevano di tornare ad agire subito, ordinò di innalzare ancor di più il terrapieno e, costruite tre torri alte cinquanta piedi ciascuna (circa 15 metri), ricoperte di ferro per renderle più stabili e inattaccabili dal fuoco, le montò sul terrapieno e vi fece salire lanciatori di giavellotti, arcieri (sagittarii) e macchine da lancio più leggere, oltre a unità di frombolieri. Questi reparti, protetti dall'altezza delle torri e dai parapetti, cominciarono a tirare contro quelli che stavano sulle mura avversarie, che ora si trovavano allo scoperto. I Giudei, non potendo schivare i proiettili lanciati dai Romani, né potendo contrattaccare un nemico ben al riparo, poiché l'altezza delle torri era fuori dalla portata del loro tiro ed erano coperte tutte di ferro, non consentendo loro di appiccarvi il fuoco, indietreggiavano dalle mura, limitandosi ad accorrervi quando si trattava di respingere un tentativo di scalata. Così la resistenza dei Giudei continuò per altri giorni a Iotapata, riuscendo a tenere a bada i Romani, sebbene molti continuassero a cadere giornalmente.

### Altre azioni in territorio nemico
E mentre queste cose si protraevano a Iotapata, Vespasiano decise di inviare un suo legatus legionis, Traiano (padre del futuro imperatore Traiano), il comandante della legio X Fretensis con mille cavalieri e duemila fanti contro una vicina città a Iotapata, di nome Iafa, anch'essa insorta, dopo aver assistito all'inatteso successo della resistenza degli Iotapateni, per espugnarla. La città venne assaltata in modo vittorioso. Furono 15 000 i Galilei trucidati nel corso della battaglia, mentre i 2 000 sopravvissuti (donne e bambini) vennero condotti in schiavitù, gettando nello sgomento gli abitanti dell'intera Galilea. Pochi giorni più tardi, con un altro legatus legionis, della legio V Macedonica, un certo Sesto Vettuleno Ceriale, sedava una rivolta di Samaritani nei pressi del monte Garizim.

### Il tradimento ai danni degli Iotapateni

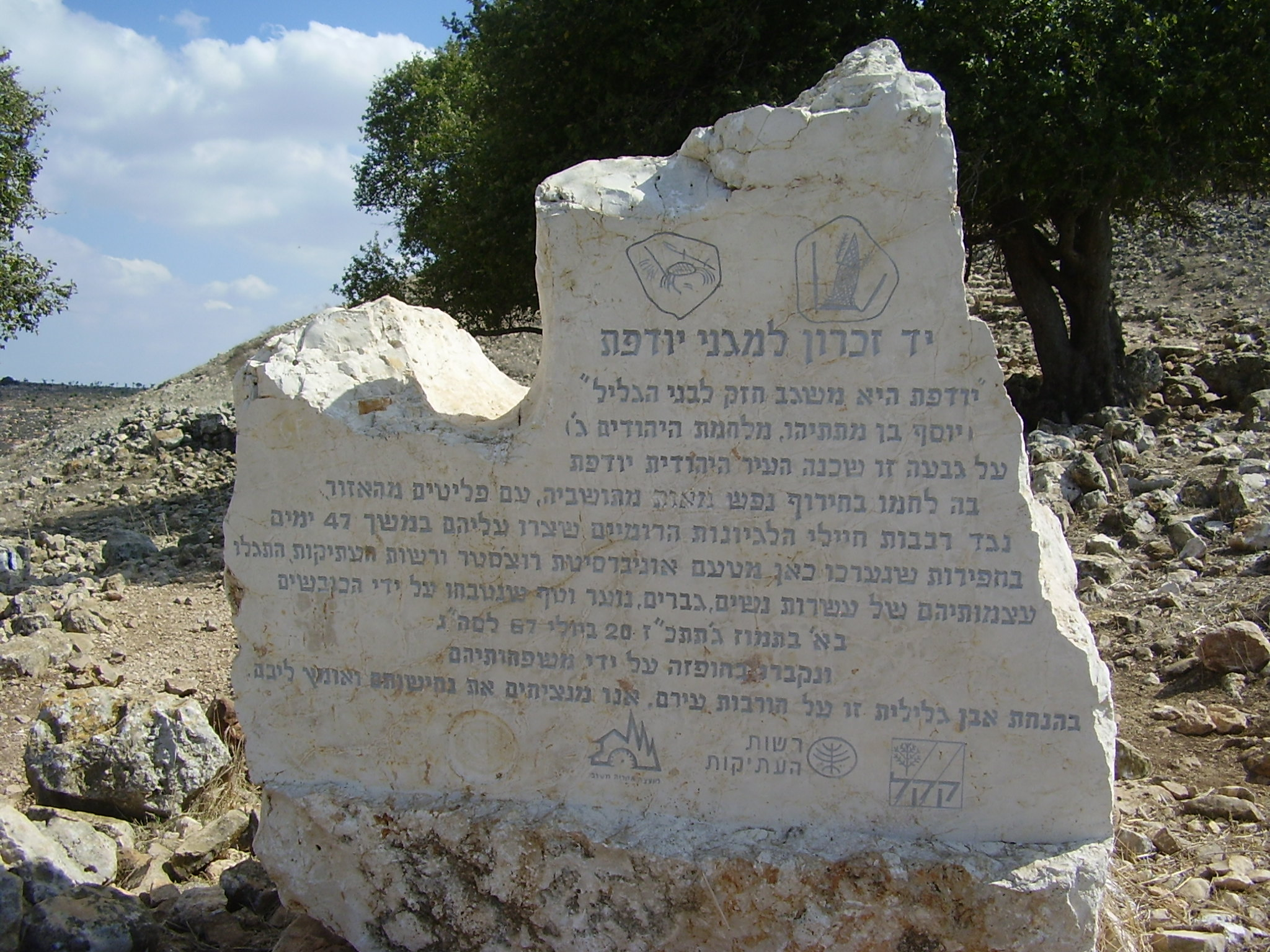
Moderna iscrizione dedicata alle vittime dell'assedio di Iotapata.

E mentre i difensori di Iotapata continuavano a resistere, oltre ogni comprensibile speranza, nel quarantasettesimo giorno il terrapieno romano superò l'altezza delle mura nemiche. Questo stesso giorno un disertore galileo chiese di essere condotto alle presenza del comandante romano. Egli informò Vespasiano delle ormai scarse e deboli difese dei combattenti all'interno della città. Aggiunse anche che erano ormai esausti per le continue veglie e combattimenti, ormai prossimi a cedere ad un nuovo assalto. Spiegò, infine, che potevano essere presi con astuzia, quando, durante l'ultimo turno di guardia, pensando di avere un po' di tregua, le sentinelle si addormentavano. Questo sarebbe stato il momento ideale per sferrare l'attacco decisivo. Sebbene Vespasiano nutrisse qualche sospetto sul disertore, sapendo che i Giudei erano tra loro molto fedeli e disprezzavano le torture, considerando che in precedenza uno prigioniero di Iotapata, sebbene sottoposto a ogni sorta di supplizio con il fuoco, aveva resistito senza rivelare nulla al nemico, per poi essere crocifisso, mostrando il sorriso in punto di morte. Alla fine il comandante romano preferì dar credito al disertore tanto più che, in caso di trabocchetto, non sarebbe accaduto nulla di grave alle sue truppe; lo mise sotto scorta armata e predispose l'esercito per l'assalto finale alla città.
All'ora convenuta i Romani si avvicinarono in silenzio alle mura. Per primo diede la scalata lo stesso Tito insieme con Domizio Sabino, uno dei tribuni, ed un gruppo di pochi uomini della legio XV Apollinaris. Una volta uccise le sentinelle si introdussero nella città dormiente. Subito dopo di loro giunsero i tribuni Sesto Calvario e Placido con i loro uomini. Per prima cosa occuparono la rocca. Giunta l'alba i Galilei non si erano ancora accorti di esser stati invasi e che i Romani circolavano indisturbati per le vie e le case della loro città. La maggior parte degli abitanti era, infatti, ancora dormiente o in balia della stanchezza, e una fitta nebbia, proprio quella mattina aveva avvolto la città, offuscava la vista di coloro che si erano appena svegliati. E quando tutto l'esercito romano penetrò in città, i Galilei tutti si risvegliarono, ma solo per capire che era giunta la loro fine. Fu un vero massacro. I Romani, memori di quanto avevano sofferto durante l'assedio, non ebbero nessuna pietà gli abitanti di Iotapata, e ne fecero grande strage. Spinse alcuni al suicidio, tra cui alcuni degli uomini scelti al fianco di Giuseppe, non essendo in grado di fermare l'avanzata romana.

## Conseguenze
|  |  |

(Giuseppe Flavio, Guerra giudaica, III, 7, 35.333)
Quel giorno i romani massacrarono tutti quelli che incontrarono. Nei successivi giorni esplorarono i nascondigli, uccidendo quelli che si nascondevano nei sotterranei e nelle caverne, risparmiando la vita solo a donne e bambini. Alla fine di prigionieri ne raccolsero 1 200. I morti totali dell'intero assedio ammontarono a 40 000. Alla fine Vespasiano ordinò che la città venisse distrutta e appiccò il fuoco a tutti i suoi fortini. Questo è il resoconto tramandatoci da Giuseppe Flavio dell'assedio di Iotapata, che cadde il tredicesimo anno del regno di Nerone (67), al novilunio del mese di Panemo.
I Romani provarono a cercare Giuseppe, sia perché l'odiavano a causa del lungo assedio patito, sia perché Vespasiano considerava la sua cattura un passo di fondamentale importanza per la vittoria finale della guerra. Esaminavano i cadaveri e tutti quelli che fino a quel momento avevano tentato di nascondersi. Durante l'assalto finale della città Giuseppe, era riuscito a sottrarsi alla furia dei Romani, nascondendosi dentro a una profonda cisterna che comunicava con un'ampia grotta non visibile dall'alto. Qui si nascose insieme ad una quarantina di persone, con buone scorte di cibo per non pochi giorni. Di giorno se ne stava nascosto, poiché i Romani avevano occupato l'intera città, la notte invece saliva a cercare una via di scampo, senza però trovarla. Rimase nascosto per due giorni, al terzo venne tradito da una donna del gruppo che era stata catturata. Vespasiano venne chiamato e si affrettò ad inviare due tribuni, Paolino e Gallicano, a rassicurare Giuseppe ed invitarlo ad uscire dal nascondiglio.
I due tribuni gli promisero che avrebbe avuta salva la vita, ma non riuscirono, almeno inizialmente, a convincerlo a risalire. Egli temeva la giusta collera dei Romani che tanto avevano patito durante il lungo assedio. Vespasiano allora gli mandò Nicanore, che Giuseppe conosceva da tanto tempo ed era suo amico.
(Giuseppe Flavio, La guerra giudaica, III, 8.2.347-349.)
Alla fine Giuseppe, malgrado la forte opposizione di quei Galilei che si trovavano con lui nella caverna, preferì accettare ed arrendersi ai Romani, avendo così salva la vita. Scampato così alla guerra, prima dei Romani e poi dei suoi stessi connazionali che dentro la caverna lo avevano minacciato di morte se si fosse arreso, Giuseppe venne condotto da Nicanore davanti a Vespasiano. Flavio Giuseppe racconta che molti Romani accorsero per vederlo. Alcuni si rallegravano per la sua cattura, altri invece lo minacciavano di morte, altri ancora volevano solo vederlo da vicino. Fra i comandanti non c'era nessuno che non provasse compassione per lui. Più di tutti fu Tito ad essere colpito dalla sua grande dignità, ora che era caduto in disgrazia. Commosso dalla sua giovane età, considerando quanto fosse stato un valoroso combattente fino a poco prima e, ora per le sorti avverse della fortuna, si trovasse nelle tristi condizioni di prigioniero, Tito ebbe il merito di ottenere la grazia per lui, presso suo padre. Vespasiano dispose, infatti, di metterlo sotto custodia con ogni attenzione, volendo inviarlo subito dopo a Nerone. Giuseppe dichiarò che aveva da fare un annuncio importante a Vespasiano, di persona ed a quattr'occhi. Quando il comandante romano ebbe allontanato tutti gli altri tranne il figlio Tito e due amici, Giuseppe gli parlò:
(Giuseppe Flavio, La guerra giudaica, III, 8.9.400-402)
Sul momento Vespasiano rimase incredulo, pensando che Giuseppe lo stesse adulando per aver salva la vita, ma poi, sapendo che anche in altre circostanze Giuseppe aveva fatto predizioni esatte, fu indotto a ritenere che ciò che gli aveva annunciato fosse vero, avendo egli stesso in passato pensato al potere imperiale e ricevendo altri segnali che gli presagivano il principato. Alla fine non mise in libertà Giuseppe, ma gli donò una veste ed altri oggetti di pregio, trattandolo con ogni riguardo anche per le simpatie del figlio Tito.
La notizia della caduta di Iotapata, quando giunse a Gerusalemme, generò nei Giudei non solo grande cordoglio per le vittime cadute nel lungo assedio ma anche spavento per le temibili armate romane ed ira contro Giuseppe, che secondo alcuni testimoni oculari, scampati al massacro non era morto come inizialmente si era creduto.
(Giuseppe Flavio, La guerra giudaica, III, 9.6.438-439)

## Archeologia dell'assedio

Vista dell'antica Iotapata

L'antica Iotapata fu identificata da E.G. Schultz nel 1847, grazie alle indicazioni geografiche e topografiche fornite da Giuseppe Flavio, oltre che per la presenza delle vicine rovine di Khirbet Shifat, toponimo con evidente somiglianza fonetica. Tra il 1992 ed il 2000 sono state condotte sul luogo sei campagne di scavo sotto la direzione di Mordechai Aviam, a capo dell'autorità per le antichità d'Israele e dell'University of Rochester. Questi ultimi scavi hanno evidenziato i resti di fortificazioni, cisterne e le tracce di un lungo assedio su larga scala che si verificò nella città, oltre ad una fossa comune con i resti di numerosi esseri umani.